# 反自然主義文学
反自然主義文学（はんしぜんしゅぎぶんがく）とは、近代日本文学の一潮流。明治末期から主流となった自然主義文学に対し、批判的あるいは独自の立場の文学の総称。単一の派でなくいくつもの作家・グループの総称である。
西洋から輸入された自然主義文学の理論は、田山花袋らの影響で日本独自の私小説的な潮流へと変化していた。「『自然主義にあらずんば文学にあらず』といった自然主義の全盛期」にあってもそれに批判的な態度を取る夏目漱石や森鴎外らがおり、余裕派と呼ばれた。

## 反自然主義とされる諸派
- 耽美派
- 余裕派
- 高踏派
- 白樺派
- 新現実主義